# شارون توماس
شارون توماس (بالإنجليزية: Sharon Thomas)‏ هي ممثلة أمريكية، ولدت في 1946 في الولايات المتحدة.

## وصلات خارجية
- شارون توماس على موقع IMDb (الإنجليزية)
- شارون توماس على موقع قاعدة بيانات الفيلم (الإنجليزية)